# آنکلام
آنکلام (به آلمانی: Anklam) شهری در ایالت مکلنبورگ-فورپومرن و در کشور آلمان واقع شده است.